# 莿桐郷

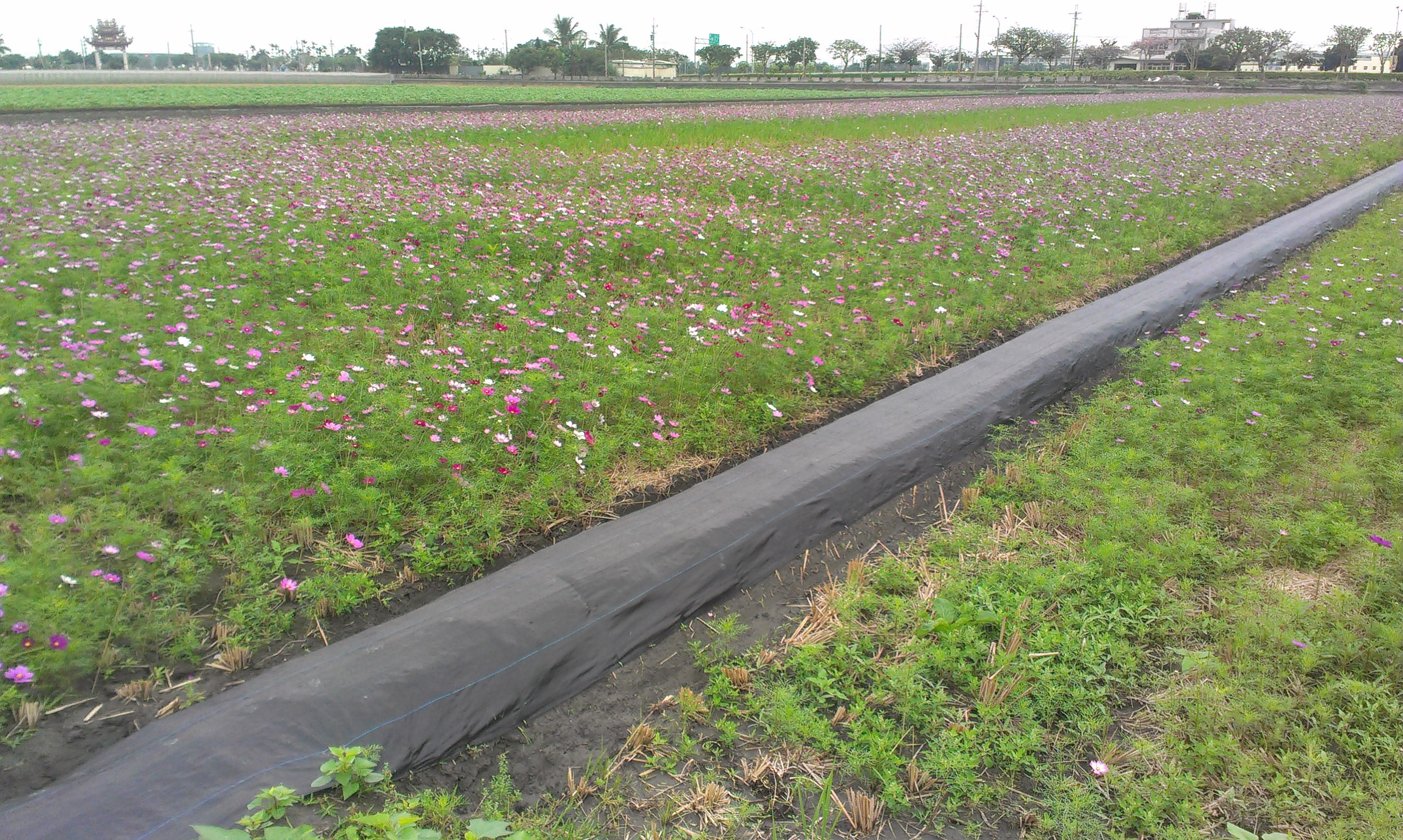
興桐村のコスモス畑

莿桐郷（ツートン/しどう-きょう）は台湾雲林県の郷。

## 歴史
清代以前は刺桐が覆い茂る荒地であったため、旧称を「莿桐巷」と称した。最初に入植した人々がこの風景より「莿桐巷」と命名した。『諸羅県志』には「打馬辰陂」との記載がある。即ち虎尾渓の支流から水を引き莿桐、饒平厝から西螺一帯を灌漑したことを示す記事である。これにより康熙年間には相当の開墾地が設けられていたことがうかがい知れる。乾隆年間には福建の閩真、張、王姓の人々が樹子脚、頂麻園、湖子内などを開拓し、1887年に雲林県が成立すると莿桐、孩沙里、新荘、番子、甘厝は西螺堡に帰属し、新庄、湖子内、頂麻園、後埔、樹子脚、大埔尾、油車が渓州堡に帰属する党になった。
日本統治時代に入り1897年に県制が実施されるとこの地域は渓州庁、西螺堡、樹子脚区に帰属した。この時代，日本政府により縦貫道路が建設されたことに伴い経済活動が活発になり、1920年には台南州斗六郡莿桐庄へと改編された。
戦後の1946年、台南県莿桐郷と改められ、1950年10月の地方行政区改革で雲林県莿桐郷と改編され現在に至っている。

## 行政区
| 村 |
| --- |
| 大美村、五華村、六合村、四合村、甘西村、甘厝村、埔子村、埔尾村、麻園村、義和村、興桐村、興貴村、饒平村、莿桐村 |

## 歴代郷長
| 代 | 氏名 | 任期 |
| -- | ---- | ---- |

## 教育

### 国民中学
- 雲林県立莿桐国民中学

## 交通
| 種別 | 路線名称 | その他                   |
| ---- | -------- | ------------------------ |
| 省道 | 台1線    | 西螺鎮 - 莿桐郷 - 虎尾鎮 |
| 省道 | 台1乙線  | 莿桐郷 - 斗六市          |

## 観光
- 天主堂
- 樟樹公
- 仁和宮
- 天瑶宮